# Elpidifor (Bieniediktow)
Elpidifor, imię świeckie Aleksiej Iwanowicz Bieniediktow (ur. 1800 w Grigorjewce, zm. 19 maja?/31 maja 1860) – rosyjski biskup prawosławny.

## Życiorys
Ukończył seminarium duchowne w Jarosławiu, po czym w latach 1821-1825 studiował w Petersburskiej Akademii Duchownej. W 1825 uzyskał dyplom kandydata nauk teologicznych, został zatrudniony jako wykładowca w seminarium duchownym w Archangielsku. W 1827 obronił pracę magisterską w dziedzinie teologii. W 1829 został inspektorem seminarium duchownego w Nowogrodzie. 28 listopada 1829 złożył wieczyste śluby mnisze, 1 grudnia został wyświęcony na hierodiakona, zaś 6 grudnia - na hieromnicha.
W 1832 został rektorem seminarium duchownego w Kursku. Jeszcze w tym samym roku otrzymał godność archimandryty i został przełożonym monasteru św. Mikołaja w Biełgorodzie. W roku następnym przeniesiony do monasteru Trójcy Świętej w tym samym mieście, także jako przełożony. W 1837 został rektorem seminarium duchownego w Woroneżu i przełożonym Akatowskiego Monasteru św. Aleksego w tym samym mieście.
2 lutego 1842 został wyświęcony na biskupa ostrogoskiego, wikariusza eparchii woroneskiej. W 1848 został biskupem charkowskim; jeszcze w tym samym roku został biskupem podolskim. W 1851 objął katedrę wiacką. W 1860 otrzymał nominację na katedrę taurydzką, jednak z powodu choroby nigdy nie objął swoich obowiązków. 25 maja 1860 został przeniesiony w stan spoczynku, zaś po sześciu dniach zmarł. Został pochowany w cerkwi Fiodorowskiej Ikony Matki Bożej w Ławrze Aleksandra Newskiego w Petersburgu.